# 위니옹 티투스 페탕주
위니옹 티투스 페탕주(프랑스어: Union Titus Pétange)는 룩셈부르크의 축구 클럽으로, 페탕주를 연고로 하고 있다. 현재 룩셈부르크의 최상위 리그인 룩셈부르크 내셔널디비전에 참가하고 있다.
이 팀은 2015년 4월 당시 디비전 오브 아너에 참가하던 CS 페탕주와 FC 티투스 라마들렌의 합병으로 창단되었다.

## 선수 명단

### 현역
참고: FIFA 자격 규정에 따라 소속된 국가대표팀 국기를 표시합니다. 선수는 복수의 FIFA 비회원국 국적을 가지고 있을 수 있습니다.
| 번호 | 포지션 | 국적 | 이름 |
| ---- | ------ | ---- | ---- |

| 번호 | 포지션 | 국적         | 이름        |
| ---- | ------ | ------------ | ----------- |
| 68   | FW     | 키르기스스탄 | 카이 메르크 |